# Bożków
Bożków (voorheen Eckersdorf) is een plaats in het Poolse district  Kłodzki, woiwodschap Neder-Silezië. De plaats maakt deel uit van de gemeente Nowa Ruda en telt 1600 inwoners.

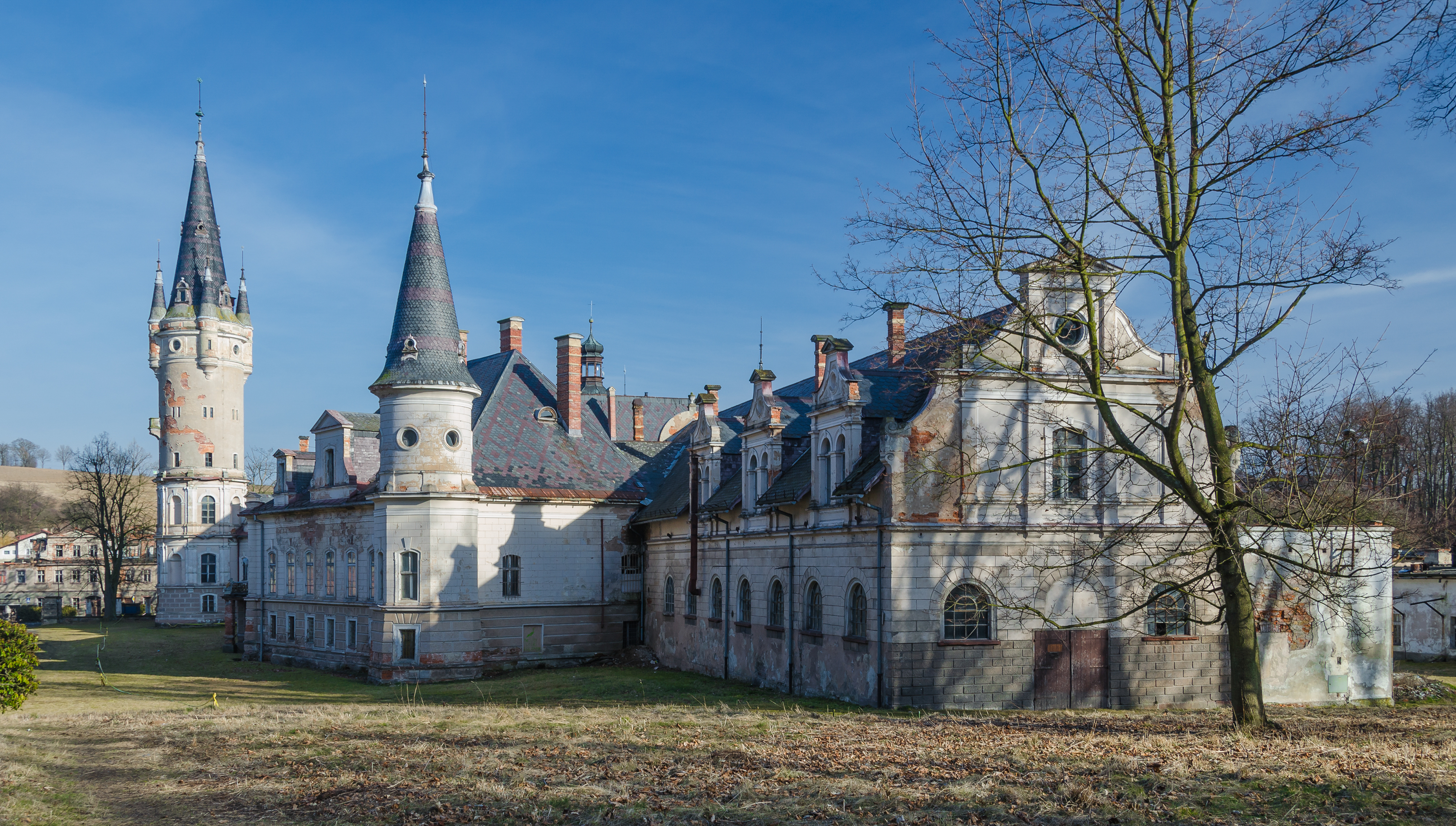
Het paleis Bożków